# Die Welt ohne Maske
Die Welt ohne Maske ist ein deutscher Film aus dem Jahr 1934. Regie führte Harry Piel, der auch die Hauptrolle spielte. Mit für Piel typischen deutlichem zeitlichen Bezug schildert der Streifen die Vorstellungen vom herannahenden Fernsehen. Längst war dies in seinen Vorstufen erkennbar, nicht zuletzt auf den Funkausstellungen nicht nur in Berlin, auch der breiten Masse bekannt gemacht worden. Alleine die Verbreitung des Mediums ließ auf sich warten. Die Uraufführung fand am 9. März 1934 statt.

## Handlung
Der Erfinder Tobias Bern, ein sympathisch vertrottelter Eigenbrötler wird durch Zufall mit Harry, seinem Nachbarn, bekannt. Beide leben, ohne Arbeit und ohne festes Einkommen, in einem Berliner Mietshaus. Beide beschließen, gemeinsam Dr. Berns Erfindung, eine drahtlose Fernsehbildübertragung, zum Erfolg zu bringen. Ziel ist die Teilnahme an einem Wettbewerb. Das Fernsehen soll endlich seinen Durchbruch erleben, aber die großen Elektrokonzerne bieten Fernsehgeräte bislang nur als astronomisch teure Einzelexemplare an.
Harry übernimmt die Aufgabe der Geldmittelbeschaffung, um die Erfindung pünktlich bis zum Wettbewerb fertigstellen zu können. Dabei gerät er an den Industriellen Costa. Dieser wird von Hubert von Meyerinck ganz in der Wahrnehmung der Zeit angelegt. Der internationale Geschäftsmann vereint alles, was einen Mitmenschen unsympathisch macht. Er ist eitel, arrogant, triebhaft und selbstsüchtig. Zudem unredlich und unmoralisch. Umgeben wird er von seinem „schmierigen“ französischen Diener Jean. Als Costa von dem Potenzial der neuen Erfindung aus Berlin erfährt, versucht er alles, um die Fertigstellung und schließlich die Teilnahme am Fernsehwettbewerb zu verhindern. Es kommt zu einem Happy End: der neue Volksfernsehempfänger wird für 250 RM allen Menschen das neue Medium zugänglich machen.

## Kritik
„Ein erheiterndes Bravourstück zwischen Märchen und Abenteuer.“